# Sonora Borinquen
Sonora Borinquen fue un grupo de música tropical uruguayo fundado por el director de orquesta y cantante Carlos Goberna el 28 de febrero de 1964.

## Historia
La orquesta fue creada en Montevideo el 28 de febrero de 1964, con influencias de música caribeña, sonido tropical, tocando música para bailar. El conjunto está compuesto por diez integrantes: tres cantantes, tres trompetas, bajo eléctrico, teclado, timbales y congas, que suenan en vivo. A la banda se la conoce también como La Decana. 
Tienen editados más de 50 álbumes, algunos compartidos con otras bandas y grabados dentro de distintos formatos soportes como discos de larga duración, casetes, CD y videos. Nueve de sus álbumes fueron premiados con el Disco de Oro. 
Actualmente sus álbumes son producidos, gestionados y editados por la propia banda bajo su discográfica Latin Zone.
Tienen un amplio repertorio de canciones que interpretan, arreglos musicales y temas de su autoría, que alternan, en cumpleaños, fiestas privadas y discotecas. Tocando para todo público y para varias generaciones. Han logrado durante décadas ser files a su estilo, sobrevivir modas musicales como el pop latino, y reconvertirse sin perder su estilo sobrio, siempre tocando en vivo.
En 2009 Carlos Goberna escribe Siga el baile, publicada por Rumbo Editorial.
Sonora Borinquen ha realizado giras por Uruguay, Brasil, Argentina, Canadá y Estados Unidos, presentándose en diferentes lugares como por ejemplo el Teatro Solís, el Centro Cultural de España en Montevideo, entre otros.
El 30 de octubre de 2012, el líder de la banda, músico, compositor y cantante Carlos Goberna, fue distinguido como Ciudadano ilustre de Montevideo.

## Cincuentenario
En abril de 2013 festejaron sus cincuenta años en la música con un concierto gratuito en el Teatro de Verano. En abril de 2014, Sonora Borinquen realiza una actuación para dieciocho mil personas en Paysandú. 
El 20 de mayo de 2014 se presentan en la Sala Zitarrosa, en un auditorio con localidades agotadas, con cantantes invitados uruguayos como Marihel Barboza, Gerardo Nieto, entre otros.
En 2019 la banda pasó por varias desavenencias, entonces se alejó de Sonora Borinquen Carlos Goberna hijo creando la banda La Decana con los músicos de la orquesta original.
En febrero de 2023 muere Carlos Goberna, fundador, voz y director de la Sonora Borinquen, a los 82 años.

## Miembros
| Miembros - Gonzalo Magariños (timbales) - Wilson Rodríguez (congas) - Andrés Angelelli (bajo) - Daniel Romero (teclado) - Gabriel Santos (trompeta) - Héctor Serafín (trompeta) - Eduardo Maidana (trompeta) | Antiguos miembros - Carlos Goberna (voz y director) - Oscar Leis (voz) - Roberto «Palito» Boston (timbales) - Esteban Osano (trompeta) - Pablo Silva (trompeta) - Sebastián Natal (teclado) - Pedro Freire (trompeta) - Richard Madruga (trompeta) - Dardo Martínez (bajo y arreglador musical) - Héctor Regalini (teclado) - Julio Rodríguez (congas) - Walter Soba (trompeta) - Rodolfo Morandi (timbales) - Jorge Barreiro (bajo) - José Misa (coros y animación) - Eliceo Giménez (coros y animación) - Carlos Pomposi (coros y animación) - Luis Dornell (trompeta) - José Goberna (voz) - Martín Balestie (trompeta) - Walter Pereyra (trompeta) - Ernesto "Caboclo" González (congas) - Pablo Dopereiro (trompeta) - Mario Maldonado (trompeta) - Gley Hegui (teclado) - Carlos Alvez (trompeta) |

## Discografía
Algunos de sus álbumes son:
| - 1964, Así es Borinquen. - 1968, Con toda el alma. - 1970, Sonora borinquen - 1971, Tuya. - 1973, Tiembla el firmamento. - 1974, Diez años. - 1975, Exclusivo. (Macondo) - 1976, El Bonchón. (Macondo) - 1977, El desafío. (Macondo) - 1979, Aniversario. (Macondo) - 1979, El duelo. (Sondor) - 1981, Mírame. (Sondor) - 1981, Continuados de boleros. - 1982, Los más grandes éxitos.(Sondor) - 1982, Amor sagrado (Sondor) - 1984, Camionero. (Sondor) - 1984, Aniversario. - 1985, Camionero. (Sondor) - 1988, Original. (Sondor) - 1988, Dios los cría. (Sondor) | - 1989, Bodas de plata. - 1989, La noche. (Sondor) - 1989, El camino del oro. (Sondor) - 1987, Identidad. (Sondor) - 1987, Cometa blanca. (Sondor) - 1990, Ellos se juntan. - 1991, Chévere. (Orfeo) - 1991, Cantándole al amor (Sondor) - Carlos 1° rey de ensalada. - Una fiesta en el batey. - Goberna mix 1. - El desafío. (Macondo) - Ellos se juntan - Sin tabú - Bodas de plata. - Con toda el alma. - Sonora Borinquen. - 2002, Borinquen en Nueva York. - 2011, Los campeones de la salsa. - 2017 Trayectoria (Sondor) |

Son álbumes compartidos: El duelo con Combo Camagüey, El desafío con Sonora Cienfuegos, Ellos se juntan con Sonora Cumanacao y Dios los cría con Sonora Palacio. Son Disco de Oro los álbumes: Humor y ternura, Camionero, Identidad, Amor sagrado, Cometa blanca, Dios los cría, Ellos se juntan, Sin tabú y Bodas de planta.
El disco El duelo, cuenta en su tapa con una caricatura del Arotxa.
Son las canciones: Elena, Elena, Cometa blanca, Muñeca de bazar, Camionero o Por el batey son algunos de los éxitos de la Sonora Borinquen.